# محمدعلی قدمی
محمدعلی قدمی (زادهٔ ۱۳۲۷ در کرمانشاه) ردیف دان آواز ایران، خواننده، آهنگساز و توانمند در اجرای سه فرم موسیقی سنتی، عرفانی و فولکلور و سرپرست گروه موسیقی ساقی خواننده موسیقی سنتی ایران است.

## زندگی‌نامه
محمدعلی قدمی ردیف آوازی و مرکب خوانی را به مدت هشت سال نزد «محمود کریمی» در دانشکده عالی موسیقی و مرکز حفظ و اشاعه موسیقی تکمیل نمود و موفق به دریافت دست خط تأییدیه وی شد. بعد از آن مشغول نوشتن طرح تفصیلی برای موسیقی سنتی رشته آواز و تدریس به دانشجویان شد که به عنوان کارشناس و مدرس ردیف آواز ایران در مراکز هنری و مرکز تربیت معلم هنر، از طرف محمود کریمی انتخاب شد. اجرای برنامه‌های مختلف با گروه دانشجویان هنر در طی سال‌های جنگ که از وی به عنوان یکی از تأثیر گذاران موسیقی دفاع مقدس یاد شده‌است از جمله فعالیت‌های هنری اوست. همچنین ساخت بیست قطعه آهنگ مورد تأیید شورای عالی موسیقی، که در دورهٔ خود از شهرت به سزایی برخوردار بوده و ساخت قطعه «سوز دل» برای ارکسترسمفونیک (به مدت چهار سال) و عضویت در هیئت داوران اردوی هنری سراسر کشور در رامسر، از جمله فعالیت‌های وی به‌شمار می‌آید.

## فعالیت‌ها و افتخارات
- مقام اول آواز در استان کرمانشاه در سال ۱۳۴۶
- همکاری با ارکستر ملی با تأیید مرتضی حنانه و حبیب‌الله بدیعی در سال ۱۳۵۴
- کسب دیپلم شایستگی آواز با نظر هیئت داورانی چون مهدی فروغ، داریوش صفوت، مهدی برکشلی، علی اکبر خان شهنازی و علی تجویدی
- دریافت تقدیرنامه ویژه از حسن ریاحی ریاست شورای عالی موسیقی
- دریافت عنوان کارشناس ارشد هنر از وزارت فرهنگ و ارشاد اسلامی
- اجرای کنسرت با ارکسترهای تالار وحدت، مرکز موسیقی، دفتر موسیقی، گروه صبا حسین فرهادپور، گروه محمود تاجبخش و ارفع اطرائی، گروه دلنوازی، گروه بربط احمدعلی راغب، گروه نوا علی درخشان، گروه حلاج، گروه حنانه، گروه آفاق، گروه همدل، گروه ساقی،
- ساخت و اجرای آهنگ ساقی که شهرت جهانی یافت و مورد توجه خانه موسیقی جهان در آلمان قرارگرفت تا آن را درفستیوال موسیقی"SACRED" برلین اجرا نماید و همگان او را به نام "ساقی" می‌شناسند.
- همکاری با جلیل شهناز، محمود تاجبخش، فضل‌الله توکل، حسن ناهید، حسین فرهادپور، مجتبی میرزاده و گروه سازهای ملی

## آثار منتشر شده
- گلزار عشق
- دلارام
- برگ سبز
- بازخوانی الههٔ ناز
- ساقی
- یار آمد
- ذکر حق
- عاشق تنها
- غم عشق

## کتب منتشر شده
- تاثیر ردیف آواز موسیقی سنتی ایران در حالات مختلف انسان، انتشارات فرهیختگان دانشگاه